# Svetomarska čipka
Svetomarska čipka vrsta je hrvatske čipke na batiće, koja potječe iz mjesta Sveta Marija u Međimurju. Način izrada svetomarske čipke je nematerijalno kulturno dobro Hrvatske, a izrađuje se iz jedne niti.
Nastanak svetomarske čipke ne zna se točno. Nekada su u tom donjemeđimurskom selu žene izrađivale čipku na batiće, tzv. klepanu čipku, koja je bila poznata i u Podravini i Bilogori. Čipkarstvo je zamrlo tijekom Drugog svjetskog rata zato što su žene morale raditi muške poslove. 
Svetomarska čipka spada među jednostavnije čipke koje se izrađuju s relativno malo batića -najčešće sa 6 pari, pa sve do 36 pari kod najzahtjevnijih uzoraka. Osnovna karakteristika svetomarske čipke, koja ju čini drugačijom od ostalih, izrada je jednom neprekinutom niti koju drži jedan par batića – dakle konac se ne smije spajati i poželjno je da se nigdje kod pletenja ne potrga. U okviru KUD-a "Ivan Mustač" djeluje čipkarska sekcija.
Rješenjem ministarstva kulture Republike Hrvatske iz 2009. umijeće izrade na području Svete Marije utvrđeno je da ima svojstvo nematerijalnog kulturnog dobra i nalazi se na popisu zaštićenih kulturnih dobara.